# Orihuela del Tremedal
|  | Per a altres significats, vegeu «Orihuela». |

Orihuela del Tremedal és un municipi d'Aragó situat a la província de Terol i enquadrat a la comarca de la Serra d'Albarrasí. Està situat a la capçalera del riu Gallo, afluent del Tajo, molt a prop del límit provincial amb Guadalajara.